# Hôtel de ville de Trieste
L'hôtel de ville de Trieste (en italien : Palazzo del Municipio di Trieste) est situé sur la Piazza Unità d'Italia et est le siège de la municipalité de Trieste dans le Frioul-Vénétie Julienne en Italie. Il a été construit dans un style éclectique entre 1873 et 1875 sur un projet de l'architecte de Trieste Giuseppe Bruni.

## Histoire

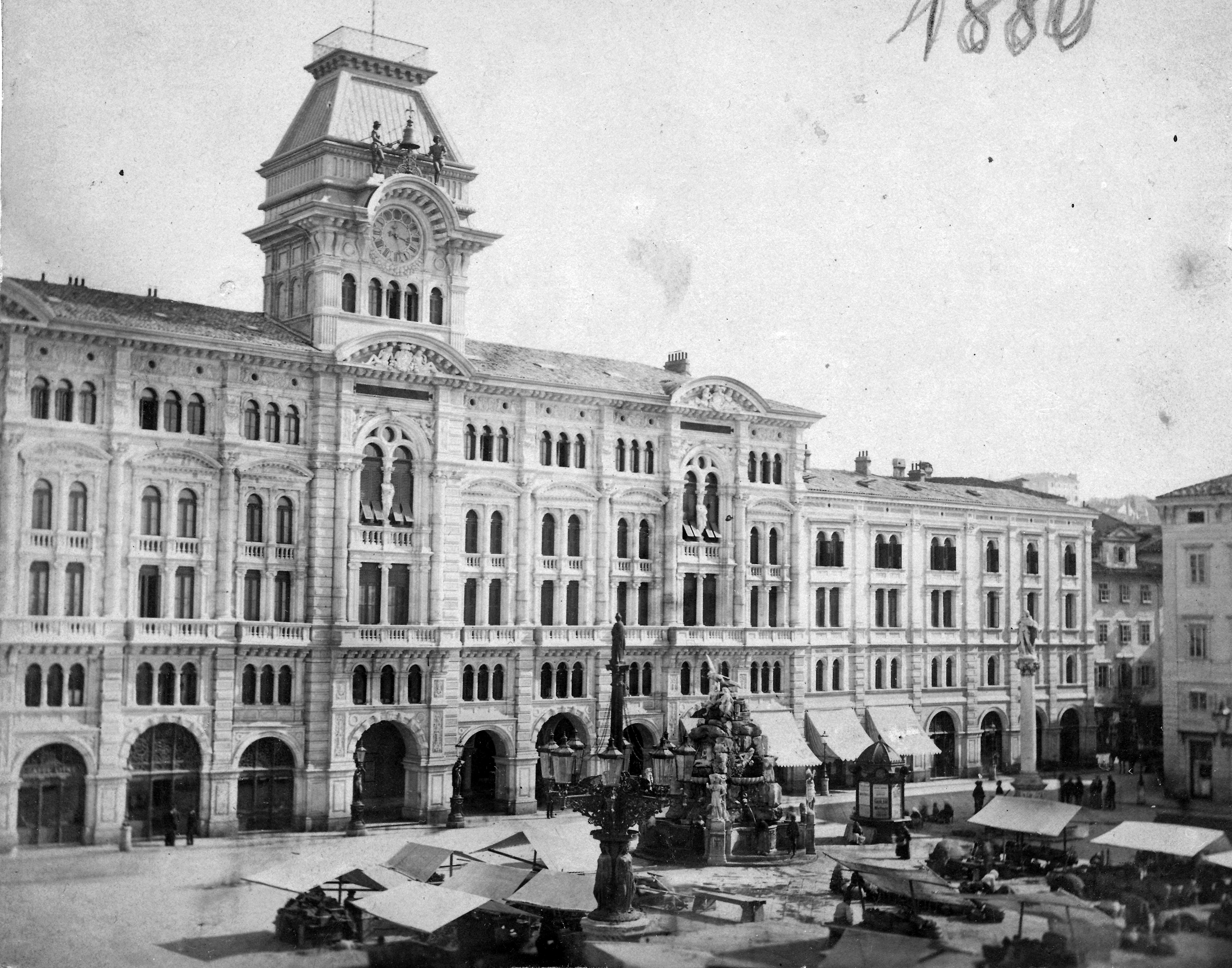
Le palais sur une photo de 1880.

La Piazza Unità d'Italia s'appelait à l'origine Piazza San Pietro, du nom du saint auquel était dédiée une chapelle du Moyen Âge tardif, qui se trouvait à peu près à l'endroit où se trouve aujourd'hui le Palazzo Modello, bien qu'elle soit communément connue simplement sous le nom de Piazza Grande. Elle prit le nom de Piazza Unità d'Italia en 1918 à la suite de l'annexion de Trieste à l'Italie.
Avant le XIXe siècle, la place présente une extension d'environ la moitié par rapport à l'actuelle et le côté sud-est, face à la mer, est occupé par le Palazzo Pubblico ou Palazzo del Magistrato. Dans la seconde moitié du XIXe siècle, l'apparence de la place est transformée en enterrant l'ancien mandracchio qui délimite le côté nord-ouest et en reconstruisant les bâtiments qui l'entourent. A cette occasion, il est également décidé de démolir l'ancien palais des magistrats (Palazzo del Magistrato) et de construire un nouveau bâtiment sur son terrain pour abriter les bureaux municipaux.
Le projet de l'architecte de Trieste Giuseppe Bruni est choisi, qui quelques années plus tôt a signé le projet du Palazzo Modello sur la même place, car en plus de respecter les dépenses budgétées, il ne modifie pas l'apparence de la zone, reprenant les formes et les caractéristiques architecturales du Palazzo del Magistrato démoli en 1871.
Le projet est approuvé le 17 septembre 1873 et les travaux commencent à la fin de la même année sous la direction de l'ingénieur et architecte Eugenio Geiringer. La plupart des travaux sont achevés en 1875, mais des dessins représentant des détails architecturaux réalisés par Bruni en 1876 suggèrent que certains travaux de finition se sont poursuivis au moins jusqu'à cette année-là,.
L'extension du bâtiment, déjà prévue dans les plans d'urbanisme de 1926 et 1934, est réalisée entre 1937 et 1940 par l'ingénieur Vittorio Privileggi ; de forme trapézoïdale arrondie aux angles avec un accès principal sur le Largo dei Granatieri, elle est reliée au bâtiment existant par une cour semi-circulaire, un espace monumental conçu comme salle de consultation des archives conservées à l'étage inférieur.
Depuis une scène devant le bâtiment de l'hôtel de ville, Mussolini annonça la promulgation des Lois raciales fascistes en 1938, tandis que le 4 novembre 1954, du balcon central du bâtiment, le président Luigi Einaudi et le maire de la ville Gianni Bartoli saluèrent le foule rassemblée sur la place lors des célébrations du retour de Trieste à l'Italie.

## Description

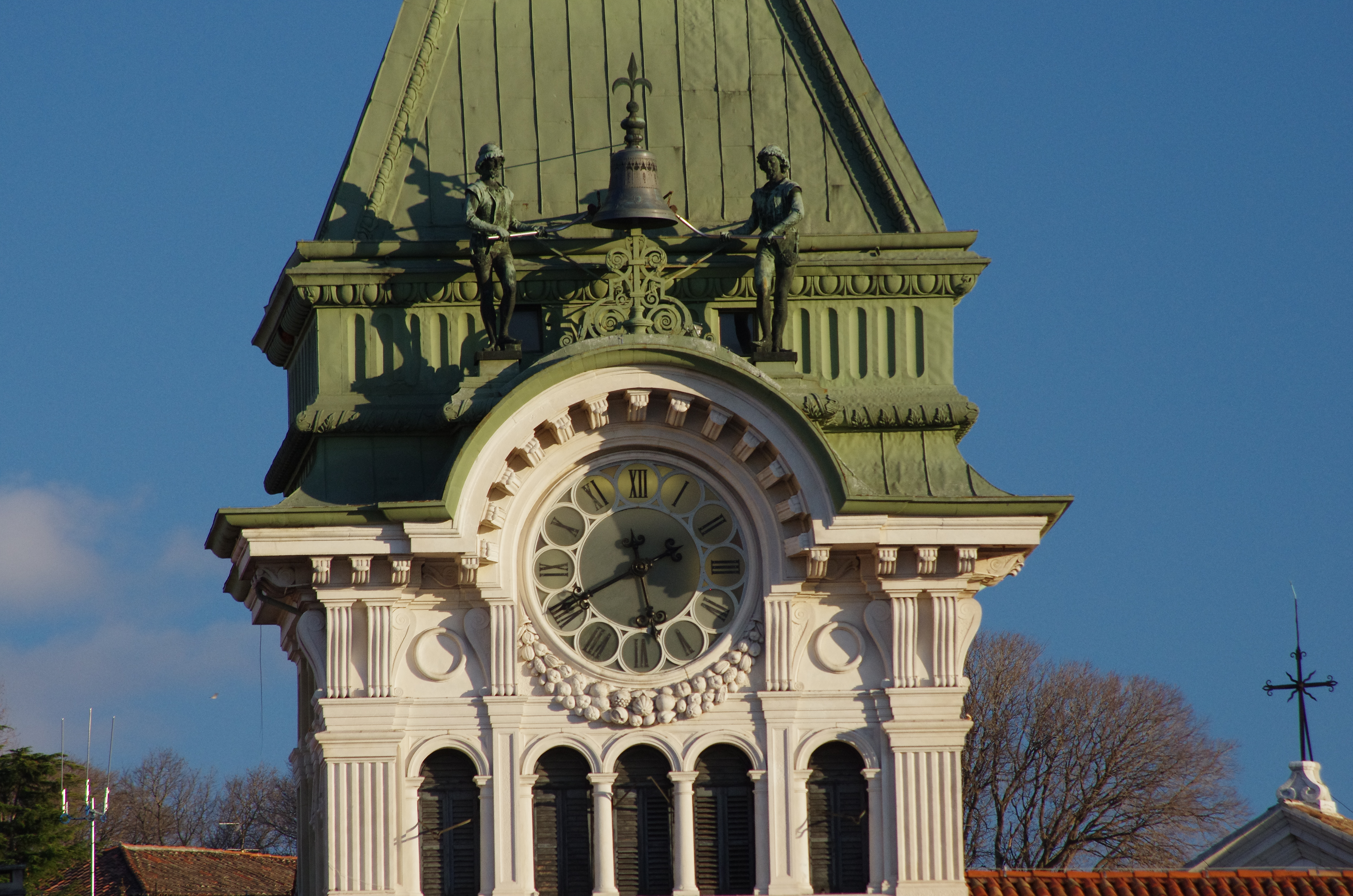
Détail de la tour de l'horloge.

La façade principale du bâtiment qui donne sur la Piazza Unità d'Italia, est construite dans un style éclectique et se compose de deux corps latéraux de quatre étages de hauteur, et d'un corps central supérieur d'un étage présentant un plus grand appareil décoratif. Le rez-de-chaussée est rythmé par des arcs en plein cintre qui reproduisent l'idée d'un portique, tandis qu'aux étages supérieurs, de nombreuses fenêtres disposent de deux ou trois croisées.
Lors de la conception de la façade, l'architecte Giuseppe Bruni a tenté de reprendre les caractéristiques architecturales du Palazzo del Magistrato qui était auparavant situé sur le même site, mais le résultat n'a pas séduit les habitants de Trieste, qui ont inventé des surnoms imaginatifs pour le bâtiment : « Palazzo Cheba » pour sa ressemblance avec une grande cage à oiseaux, « Palazzo Sipario » (« le rideau ») car sa masse cachait derrière elle les vilains édifices de la vieille ville, « Budel de Lionfante » ou « Castel de Mandolato »,,,.
Au centre, entre les deux corps latéraux, s'élève la tour de l'horloge, au sommet de laquelle se trouvent les statues de deux Maures qui sonnent le son des heures sur une cloche. Les deux sculptures, surnommées « Micheze » et « Jacheze » (du slovène Mihec et Jakec), ont été commandées par Bruni à la mémoire des deux Maures qui sonnaient les carillons au sommet de la tour Mandracchio ou tour de l'horloge, autrefois la porte d'entrée du port, qui avait été démoli en 1838. Les statues originales ont été réalisées en bronze par le sculpteur Fausto Asteo da Ceneda et installées au sommet de la tour entre le 5 et le 7 janvier 1876, entrant en service pour la première fois à midi le 14 janvier suivant. En 1972, les statues ont été retirées et remplacées par des copies pour éviter toute détérioration ; les originaux sont restés dans un entrepôt jusqu'en 2004, date à laquelle ils ont finalement été restaurés et placés à l'entrée du château San Giusto,,,.